# Gilbert Ganteaume
Gilbert Ganteaume est un peintre et sculpteur français né le 12 octobre 1932 à La Ciotat. Son œuvre se développe dans une intention représentative en utilisant les moyens de l'abstraction et du matiérisme.

## Biographie

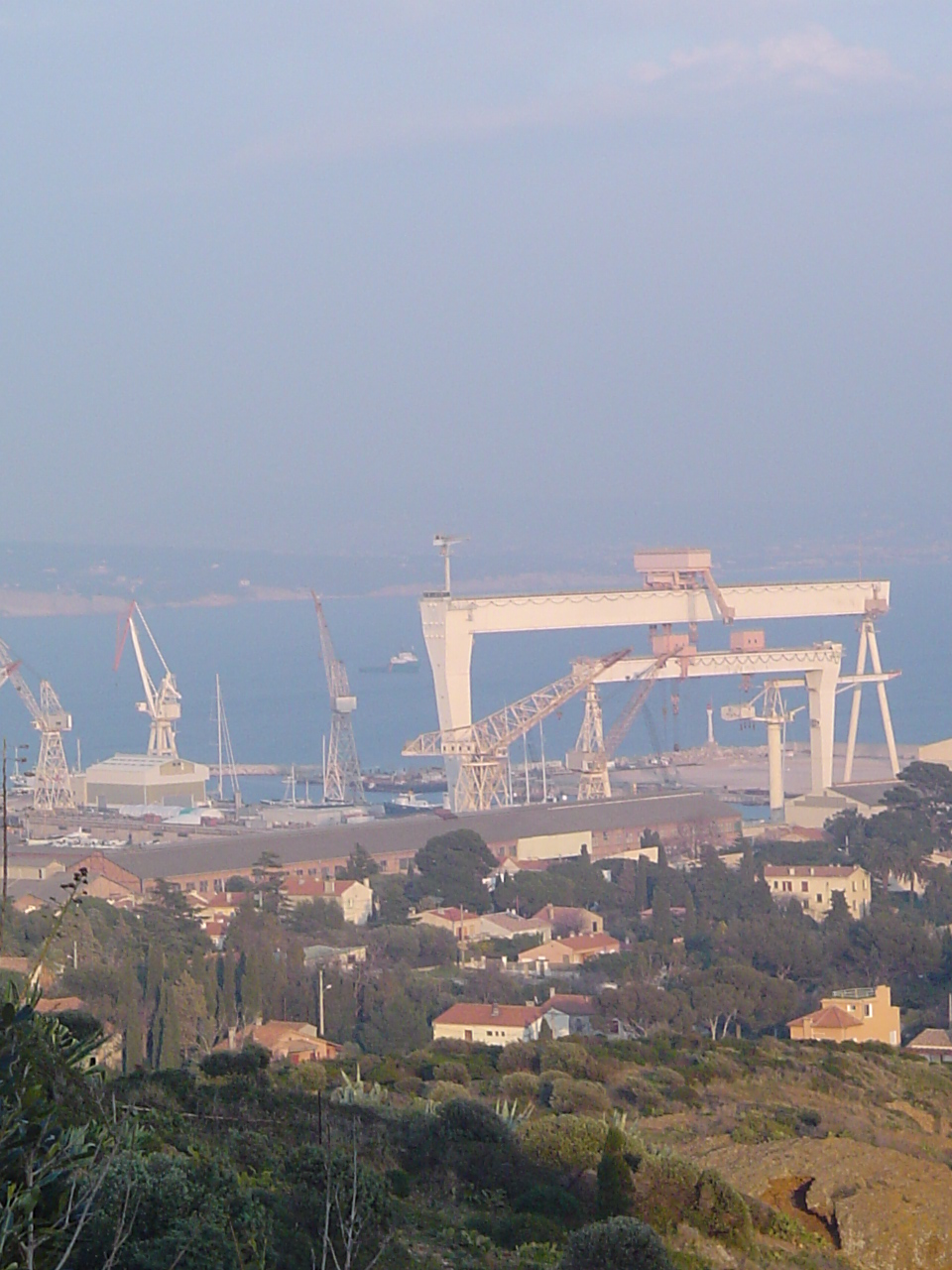
Portique du chantier naval de La Ciotat

Issu d'une vieille famille ciotadenne, né à la cité ouvrière (rasée en 1974), Gilbert Ganteaume est reçu en 1939 à l'école d'apprentissage des chantiers navals où enseigne son père. Il y apprend jusqu'en 1942 à travailler le bois et le métal, à découper, souder, percer, river, fileter, tarauder, façonner le fer à la forge, acquiert les connaissances théoriques correspondantes, et obtient un CAP de traceur. Il devient ainsi en 1946 l'un des 2100 ouvriers des Chantiers navals sur les 13410 habitants de la ville.
Ayant effectué son service militaire à Aix-en-Provence, il se marie en 1955. Dans le contexte de la guerre d'Algérie il est rappelé l'année suivante pour six mois. « J'allais faire une guerre contre laquelle j'avais toujours lutté, je devais me battre contre des gens à qui je donnais raison, défendre des intérêts qui n'étaient pas les miens », écrira-t-il .  Affecté à une centaine de kilomètres au sud d'Alger il fait partie d'un détachement de 120 soldats, chargés de protéger une ferme coloniale. Rapidement y disparaissent discipline et autorité mais lorsqu'un groupe de légionnaires les rejoint, il se sent involontairement entraîné dans une « escalade à la mort » . Effectuant des patrouilles en montagne, il participe ensuite à l'escorte d'un train (phosphates et voyageurs) que les maquisards en embuscade font dérailler et se trouve blessé  dans la tuerie qui suit.
C'est dans l'hôpital militaire où il est transféré pour quelques jours qu'il rencontre un jeune prêtre, lui aussi hospitalisé : « il ne peignait pas lui-même, mais connaissait tout de la peinture, tous les tableaux, tous les maîtres de la peinture classique (…), il possédait un livre contenant des centaines de photographies de tableaux (…). Du matin au soir il le consultait et le commentait. Au début j'écoutais d'une oreille plus ou moins distraite. Mais petit à petit sa passion fut son effet, et je commençais à poser des questions » . Rapatrié sanitaire Gilbert Ganteaume est ensuite démobilisé. Dès 1959 il participe aux luttes ouvrières qui apparaissent aux Chantiers (occupation de l'usine qui annule le lancement du « Centaure »).
« À l'époque, il m'aurait paru indécent qu'un ouvrier, fils d'ouvrier s'intéresse aux Arts, et aurait le culot de peindre. Un ouvrier, c'est fait pour travailler. Qu'auraient pensé mes camarades de travail si je leur avais déclaré tout à coup : « Je fais de la peinture, des tableaux ». J'aurais été méprisé, car l'Art n'était pas fait pour nous, et nous n'en voulions pas, il appartenait à la bourgeoisie, et faire de l'Art, c'était se prendre pour un bourgeois, voire un patron, voire un capitaliste, un exploiteur » .  Mais pendant ses vacances Gilbert Ganteaume visite les musées et les églises d'Italie, Milan, Rome, Naples, Venise, et le Louvre.
En 1961 sa femme « soustrait quelque argent de notre maigre salaire pour acheter quelques tubes de couleur, pinceaux, une feuille de papier huilé » . Il travaille seul pendant un an, peignant le soir et les fins de semaine. Se considérant  « bloqué par manque de connaissances techniques » , il suit les cours de Georges Delplanque, professeur aux Beaux-Arts de Paris, pendant quatre ans travaille dans toutes les techniques du dessin et de la peinture et commence en 1965 à exposer.
Son style en ses débuts est « très figuratif, style peinture provençale, impressionnisme attardé ». Puis il rencontre par hasard la peinture de Nicolas de Staël : pensant jusque-là que « l'art contemporain était une sorte d'imposture », il « change d'avis et de direction », comprend qu'il a « cent ans de retard ». et commence de « combiner technique et création » . Il s'intéresse par la suite aux œuvres de Zao Wou-Ki, Rebeyrolle, Tàpies et Veličković, Arman, César et Tinguely. Gilbert Ganteaume  quitte les chantiers en 1971, travaillant à mi-temps jusqu'en 1976 puis se consacre entièrement à la peinture.

## L'œuvre

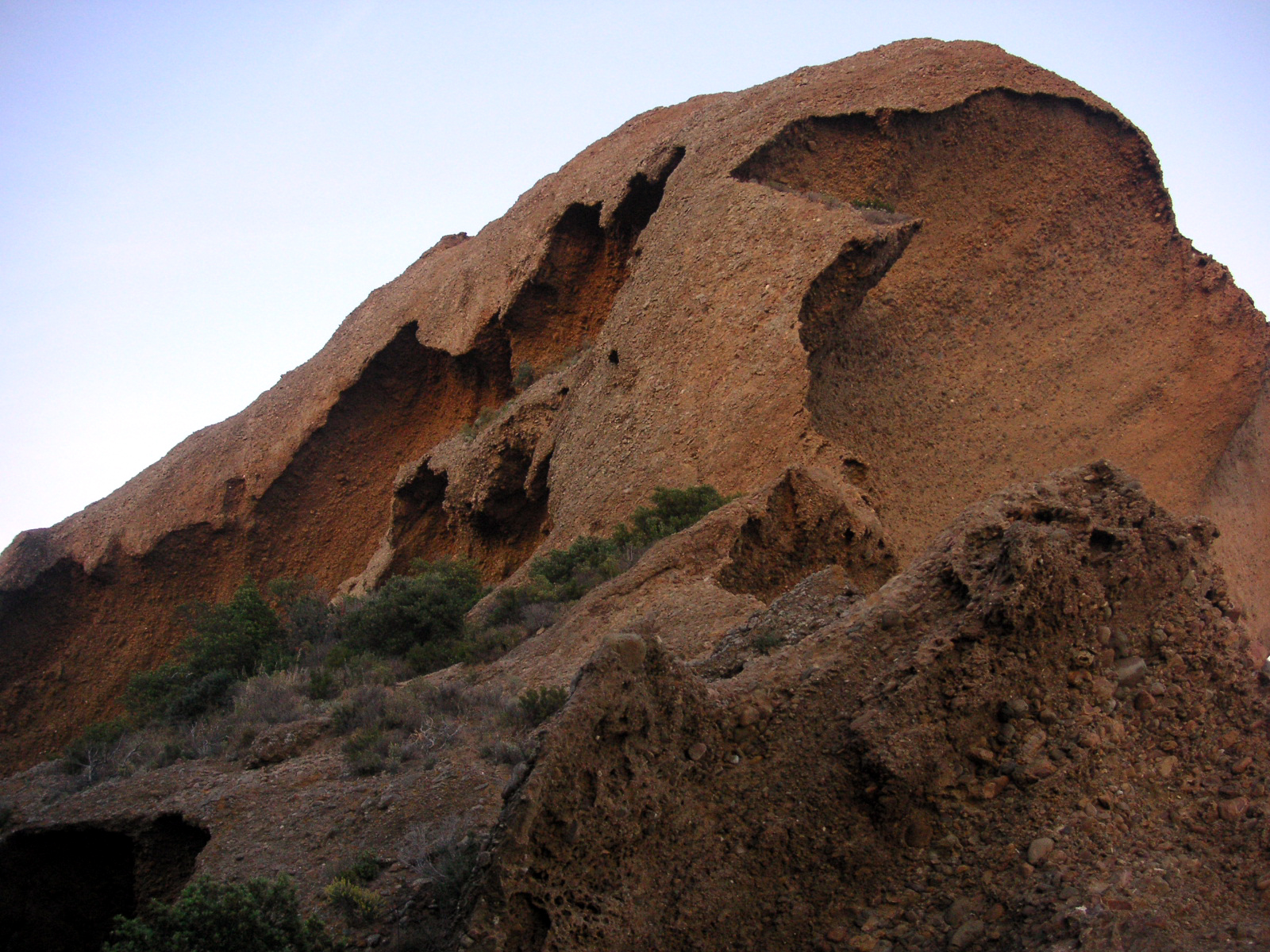
Le Bec de l'Aigle, souvent peint par Gilbert Ganteaume

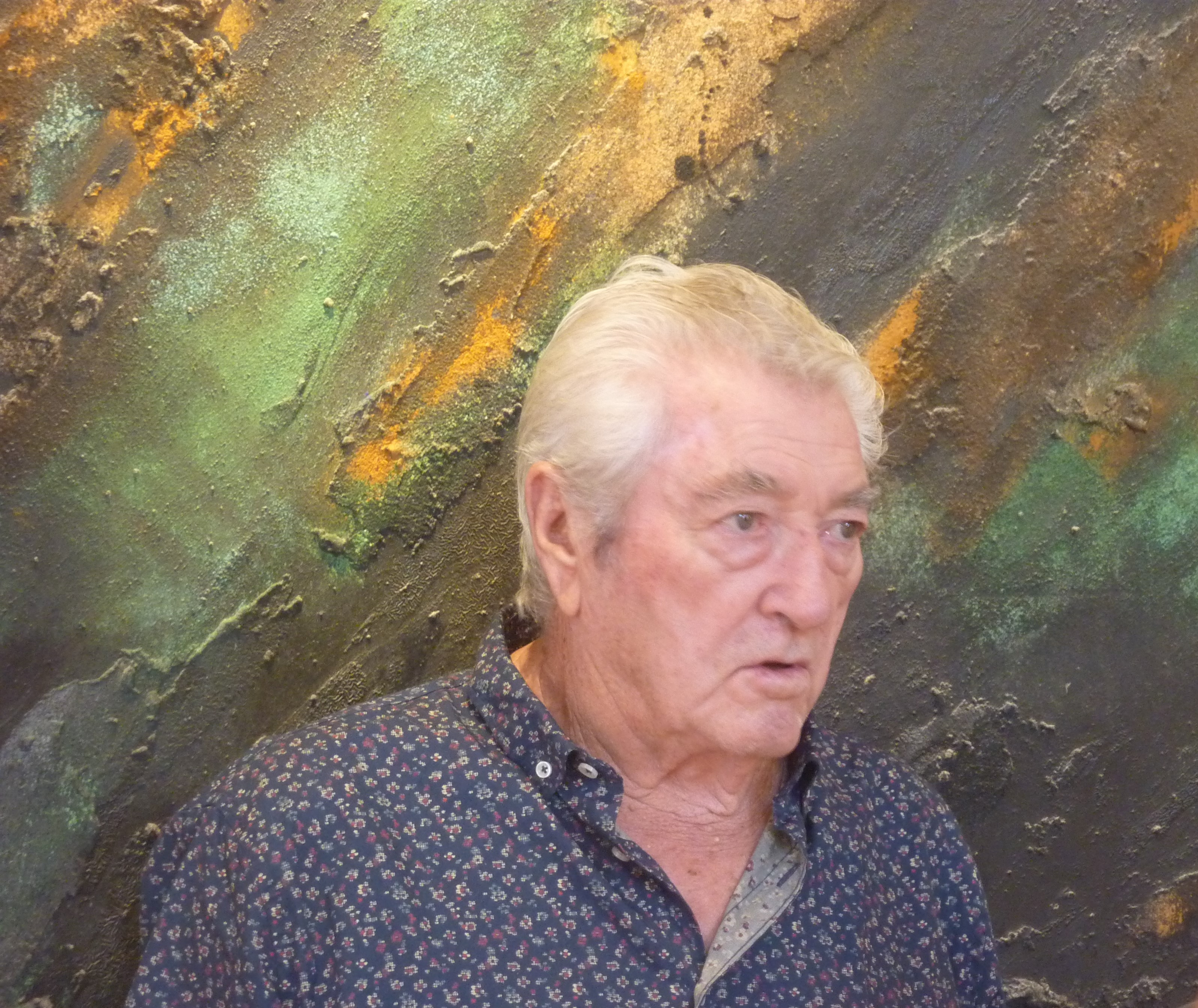
Gilbert Ganteaume, exposition Le massif du Sec, Chapelle des Pénitents bleus de La Ciotat, octobre 2019

Ganteaume aborde de nombreux thèmes, depuis les paysages de La Ciotat ou, au long de ses voyages, ses visions de Venise, des météores, de l'Acropole ou Karnak, d'Édimbourg ou Istanbul, jusqu'aux nus (serie Nus bleus).
En accord avec ses convictions progressistes, sa peinture n'est pas sans évoquer parfois les événements de la vie sociale et politique (La nuit de l'autodafé à Berlin en 1934, Hiroshima, L'exode). « Le travail manuel à l'usine m'avait habitué à manipuler la matière » : l'une des caractéristiques de son style apparaît de « mélanger des matériaux, passer d'une technique à l'autre suivant le sujet », d'intégrer des matériaux divers, résine (série L'outrage du temps), sable, terre et cendres, fer, fragments de miroir, tissu, cheveux, coquillages, objets, parapluie ou bicyclette.
Participant à de nombreuses expositions collectives, Gilbert Ganteaume, présentant ses œuvres tous les deux ans à la Chapelle des Pénitents bleus de La Ciotat, y réalise ainsi en 2019 sa 22e « biennale ». Pour fêter ses 20, 30 et 40 ans de peinture il monte des spectacles multiculturels. Sous le nom de Rétro-créativité une rétrospective de 120 œuvres couvrant, de 1966 à 2016, un demi-siècle de création.
En 1975 Gilbert Ganteaume peint une fresque de 27 m2 pour l'église Notre-Dame de la ville, liant l'histoire du Christ à celle de la ville, évoquant librement, soutenu par Roger Etchegaray alors archevêque de Marseille, les thèmes « Libération, Rédemption, Résurrection » à travers des motifs contemporains, la présence de CRS, d'ouvriers ou de femmes dénudées. Il crée par la suite à La Ciotat plusieurs sculptures métalliques à l'école de Fardeloup, un monument de la Paix, en 2007 un monument aux victimes de l'amiante - « Quand j’ai commencé à travailler dessus, j’ai eu l’impression de raconter l’histoire des métallos. Beaucoup de mes camarades, des anciens du chantier, ont été malades ou sont morts à cause de l’amiante. », confie-t-il. Il décore également la chapelle de l'Œuvre, le Musée, la salle Paul Éluard.

## Éléments de bibliographie
: source utilisée pour la rédaction de cet article

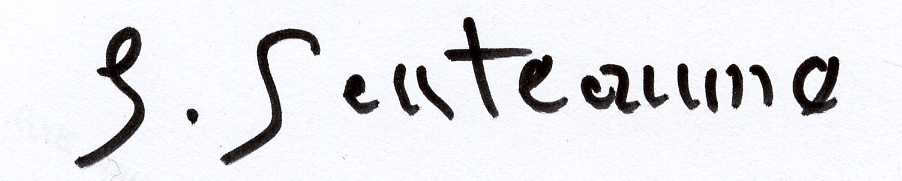
Signature de Gilbert Ganteaume

- 30 ans de peinture de Gilbert Ganteaume, rétrospective 1961-1988 et peintures récentes 1989-1991, Salle Saint-Jacques et chapelle des Pénitents Bleus, La Ciotat, 1991.
- Joël Rumello, Ganteaume, prophète en son pays, dans La Ciotat magazine, La Ciotat, septembre-novembre 1997, p. 38.
- Gilbert Ganteaume, 40 ans de peinture, Chapelle des Pénitents bleus, Salle Saint-Jacques et Galerie du Port, La Ciotat, 2001.
- Joël de Falco, Le monde selon Ganteaume, dans La Ciotat infos no 3, La Ciotat, septembre 2001.
- Gilbert Ganteaume, La Ciotat, mon amour, Histoire romancée d'une famille ciotadenne de l'an mille à nos jours, Gilbert Ganteaume, La Ciotat, 2009.
- Gilbert Ganteaume, Les beaux jours, Journal d'un mort potentiel, La Ciotat, 2016.

## Filmographie
- José Jutard, Gilbert Ganteaume, un peintre dans sa ville, 2014, 30 minutes.
- Claude Hirsh, Gilbert Ganteaume, un tracé audacieux, 2019.